# California State Route 4
De California State Route 4 (SR 4), ook Highway 4 genoemd, is een state highway van de Amerikaanse deelstaat Californië. De weg verbindt Interstate 80 in de San Francisco Bay Area met State Route 89 in de Sierra Nevada. 

## Routebeschrijving
De route begint in Hercules in Contra Costa County en heet van daar tot aan de Interstate 680 bij Martinez de John Muir Parkway. De snelweg gaat dan verder oostwaarts als de California Delta Highway. Voorbij Antioch maakt de weg een draai richting zuiden, waar ze door de meest oostelijke voorsteden van de Bay Area loopt als de John Marsh Heritage Highway. Ten zuidwesten van Brentwood gaat SR 4 opnieuw oostwaarts naar Stockton. Daar deelt ze even de baan met Interstate 5, maar na zo'n twee kilometer splitsen de wegen opnieuw; ditmaal gaat de SR 4 verder als de Ort J. Lofthus Freeway. In het oosten van Stockton valt SR 4 kort samen met de zuidwaartse SR 99 tot Highway 4 zich weer splitst om oostwaarts te gaan. Het traject tussen Stockton en Angels Camp, waar SR 4 kruist met SR 49, in de voorlopers van de Sierra Nevada, is 75 kilometer lang. Na Angels Camp loopt SR 4 zo'n 77 kilometer in noordoostelijke richting, tot ze haar eindpunt bereikt aan SR 89 in Alpine County. Tijdens het laatste traject gaat de weg over Ebbetts Pass; dat stuk van de highway staat bekend als Ebbetts Pass Scenic Byway.